# Осман Нури Топбаш
Шейх Осман Нури Топбаш на турски: Osman Nuri Topbaş; Истанбул, Турция) е мюсюлмански учен от ханафитския мазхаб, духовен водач.

## Биография
Осман Нури Топбаш е роден през 1942 година в Еренкьой, Истанбул, Турция. Син е на Муса Топбаш и Фатма Фериде – дъщерята на Х. Фахри Кигълъ.
Осман Нури Топбаш завършва началното си образование в НУ „Зихни Паша“, Еренкьой като паралелно с това получава специално образование по четене и тълкуване на Свещения Коран. През 1953 година постъпва в Училище „Истанбул Имам Хатип“, една от най-престижните за времето си образователна институция в Турция, отличаваща се с елитен преподавателски състав. Заедно с чичо си Абидин Топбаш, който е и негов връстник, завършват средното си образование през 1960 година. В тези години Осман Нури Топбаш се запознава с известния турски писател Неджип Фазъл. Привлечен от творчеството му той става редовен слушател на неговите беседи.
След дипломирането си известно време се занимава с търговска и производствена дейност. Успоредно с това развива широка филантропична и образователна обществена дейност. След създаването на вакъфа „Азиз Махмуд Хюдаи“ той пренася в него обществената си дейност. Подкрепя материално и духовно образователни програми за младежи от различни страни по света.
Осман Нури Топбаш е семеен и баща на четири деца.

## Творчество
Интересът му към историята, литературата, поезията и религията прерастват в активна творческа дейност. Започва да пише през 1990 година. Творбите му са преведени на 48 езика. Преведени и издадени на български език са книгите:
- „Вакъф Инфак Хизмет“
- „Ислямът форма и дух“
- „Полъхът на милостта Мухаммед и чудесата на Корана“
- „Последният дъх“
- „Размисъл върху Вселената, човека и Свещения Коран“
- „Загадката наречена човек“

Творби на Осман Нури Топбаш (в pdf формат) преведени на 48 езика